# Ivan Sergeevič Šmelëv
Ivan Sergeevič Šmelëv in russo Иван Сергеевич Шмелёв? (Mosca, 3 ottobre 1873 – Parigi, 24 giugno 1950) è stato uno scrittore russo-francese.
Abile narratore, il suo nome è soprattutto legato al romanzo Memorie di un cameriere, del 1910, opera in cui si riflette il travagliato stato d'animo del periodo fra le due rivoluzioni. Emigrato in Francia nel 1922, vi pubblicò varie raccolte di racconti e alcuni romanzi di pregevole fattura, fra i quali Le vie del cielo, dove narra la vicenda biografica del monaco di Optina, Viktor Alekseevič Vejdengammer.

## Opere principali
- Čelovek iz restorana - "Memorie di un cameriere", San Pietroburgo, 1910
- Neupivaemaja čaša - "La coppa non vuotata", raccolta di racconti pubblicata a Mosca fra il 1919 e il 1922.
- Ciò è stato - romanzo del 1923.
- Il sole dei morti (Solnce mërtvych, Paris, 1924), a cura di Sergio Rapetti, Collana Romanzi, Milano-Firenze, Bompiani, 2021, ISBN 978-88-301-0317-7.
- Un'avventura divertente, romanzo del 1927.
- Le vie del cielo, romanzo.